# Ловци на духове: Наследство
„Ловци на духове: Наследство“ (на английски: Ghostbusters: Afterlife) е американска хорър комедия от 2021 година на режисьора Джейсън Райтман, който е съсценарист заедно с Гил Кенън. Във филма участват Кари Куун, Фин Улфхард, Маккена Грейс и Пол Ръд, докато Бил Мъри, Дан Акройд, Ърни Хъдсън, Сигорни Уийвър и Ани Потс повтарят ролите си от оригиналните филми. Продължение е на „Ловци на духове“ (1984) и „Ловци на духове 2“ (1989), които са режисирани от бащата на Райтман и продуцента на този филм Айвън, и е четвъртия филм като цяло в поредицата „Ловци на духове“. Развива се 32 години след събитията от втория филм, самотна майка и двете й деца се преместват в малък град в Оклахома, където откриват тяхната връзка с оригиналните Ловци на духове и тайното наследство на техния дядо.
Снимките се проведоха от юли до октомври 2019 г.
Филмът излиза в Съединените щати на 19 ноември 2021 г., след като е отменен четири пъти от първоначалната дата юли 2020 г. по време на пандемията от COVID-19. Филмът получи смесени отзиви, с изпълненията на актьорския състав и режисурата на Райтман.
В България филмът излиза по кината на 26 ноември 2021 г. в разпространение от „Александра Филмс“.

## Филми от поредицата за „Ловци на духове“
Поредицата „Ловци на духове“ включва 5 филма:
- „Ловци на духове“ (1984)
- „Ловци на духове 2“ (1989)
- „Ловци на духове“ (2016)
- „Ловци на духове: Наследство“ (2021)
- „Ловци на духове: Замръзналата империя“ (2024)